# Swansea City AFC (rezerva a akademie)
Swansea City Association Football Club Under-21s je rezervní tým velšského klubu Swansea City AFC. Rezerva hraje ligovou sezónu v Premier League do 21 let, což je nejvyšší liga v Anglii pro tuto věkovou kategorii. Trenérem je David Adams.
Akademie Swansea City je výběr hráčů Swansea City do 18 a méně let. Akademie působí v Premier League do 18 let a v FA Youth Cupu. Trenérem je Andrew Sparkes.

## Sestava U21
Aktuální k datu: 7. březen 2016
| Číslo |           | Pozice | Hráč             |
| ----- | --------- | ------ | ---------------- |
| –     | Anglie    | B      | Josh Vickers     |
| –     | Slovinsko | B      | Gregor Zabret    |
| –     | Wales     | B      | Oliver Davies    |
| –     | Wales     | O      | Liam Shephard    |
| –     | Kypr      | O      | Alex Gogic       |
| –     | Anglie    | O      | Raheem Hanley    |
| –     | Skotsko   | O      | Stephen Kingsley |
| –     | Wales     | O      | Joe Rodon        |
| –     | Wales     | O      | Keston Davies    |
| –     | Švédsko   | Z      | Adnan Marić      |
| –     | Wales     | Z      | Kyle Copp        |
| –     | Wales     | Z      | Alex Bray        |

| Číslo |            | Pozice | Hráč            |
| ----- | ---------- | ------ | --------------- |
| –     | Wales      | Z      | Samuel Evans    |
| –     | Nizozemsko | Z      | Kenji Gorré     |
| –     | Wales      | Z      | Daniel James    |
| –     | Skotsko    | Z      | Adam King       |
| –     | Wales      | Z      | Lee Lucas       |
| –     | Wales      | Z      | Josh Sheehan    |
| –     | Wales      | Z      | Henry Jones     |
| –     | Skotsko    | Z      | Jay Fulton      |
| –     | Skotsko    | Z      | Ryan Blair      |
| –     | Kypr       | Ú      | James Demetriou |
| –     | Skotsko    | Ú      | Botti Biabi     |
| –     | Wales      | Ú      | Owain Jones     |

## Sestava U18
Aktuální k datu: 19. březen 2016
| Číslo |               | Pozice | Hráč             |
| ----- | ------------- | ------ | ---------------- |
| –     | Wales         | B      | Lewis Thomas     |
| –     | Severní Irsko | O      | Conor Quigley    |
| –     | Wales         | O      | Aaron Lewis      |
| –     | Wales         | O      | Brandon Cooper   |
| –     | Wales         | O      | Joe Lewis        |
| –     | Wales         | O      | Matthew Blake    |
| –     | Wales         | O      | Daniel Jefferies |
| –     | Wales         | Z      | Thomas Elsey     |

| Číslo |          | Pozice | Hráč          |
| ----- | -------- | ------ | ------------- |
| –     | Wales    | Z      | Liam Cullen   |
| –     | Rumunsko | Z      | Marco Dulca   |
| –     | Wales    | Z      | Keiran Evans  |
| –     | Wales    | Z      | Tom Dyson     |
| –     | Wales    | Z      | Jack Evans    |
| –     | Wales    | Z      | Luke Williams |
| –     | Wales    | Ú      | Liam Edwards  |